# Spectarcturus multispinatus
Spectarcturus multispinatus là một loài chân đều trong họ Arcturidae. Loài này được Schultz miêu tả khoa học năm 1981.